# Кочани (община)
Ко́чани (макед. Општина Кочани) — община в Республике Македония. Расположена в северо-восточной части страны. Население составляет 38 092 человека (2002 год).
Административный центр — город Кочани.
Площадь территории общины 360,36 км².
Граничит с общинами Республики Македонии:
- на западе — с общиной Пробиштип;
- на северо-западе — с общиной Кратово;
- на севере — с общиной Крива-Паланка;
- на востоке — с общиной Македонска-Каменица;
- на юго-востоке — с общиной Виница;
- на юге — с общиной Зрновци;
- на юго-западе — с общиной Чешиново-Облешево.

В состав общины кроме города Кочани входят ещё 27 сёл: Безиково, Бели, Вранинци, Горни-Подлог, Горно-Градче, Главовица, Грдовци, Долни-Подлог, Долно-Градче, Ястребник, Костин-Дол, Лешки, Моянци, Небояни, Нивичани, Ново-Село, Оризари, Пантелей, Пашаджиково, Полаки, Пресека, Прибачево, Припор, Райчани, Речани, Трканье и Црвена-Нива.
Этническая структура населения в общине по переписи населения 2002 года:
- македонцы — 35 472 чел.;
- цыгане — 1951 чел.;
- турки — 315 чел.;
- арумыны — 194 чел.;
- сербы — 67 чел.;
- боснийцы — 2 чел.;
- албанцы — 1 чел.;
- остальные — 90 чел.